# Vallbona d'Anoia
Vallbona d'Anoia är en kommun i Spanien.   Den ligger i provinsen Província de Barcelona och regionen Katalonien, i den östra delen av landet, 500 km öster om huvudstaden Madrid. Antalet invånare är 1 432. Arean är 6,4 kvadratkilometer. Vallbona d'Anoia gränsar till La Pobla de Claramunt, Piera, Cabrera d'Anoia, Capellades och La Torre de Claramunt. 
Terrängen i Vallbona d'Anoia är kuperad åt nordväst, men åt sydost är den platt.